# Eurypegasus
Eurypegasus (Bleeker, 1863) è un genere di pesci di mare appartenenti alla famiglia Pegasidae.

## Distribuzione e habitat
Provengono dalle barriere coralline dell'centro-est dell'oceano Pacifico e dell'oceano Indiano.

## Descrizione
Presentano un corpo piuttosto schiacciato mentre la testa è allungata, molto sottile. Le scaglie sono spesse e evidenti. Le pinne pettorali più ampie delle altre, orizzontali. Non superano i 10 cm.

## Tassonomia
In questo genere sono riconosciute soltanto 2 specie:
- Eurypegasus draconis
- Eurypegasus papilio